# Antoine-François Prost de Royer
Antoine-François Prost de Royer, né le 5 septembre 1729 à Lyon et mort le 21 septembre 1784 dans la même ville, est une personnalité de celle-ci. Avocat, échevin et lieutenant-général de police, il est connu pour ses opinions humanistes, et les essais qu'il fit pour améliorer la vie des Lyonnais du XVIIIe siècle.

## Biographie
Il naît le 5 septembre 1729 dans une famille aisée de Lyon. Son père François Prost achète une terre à Royer en 1752, et fait modifier son nom ; Antoine-François adopte alors lui aussi ce nom de Prost de Royer. Il mène des études pour exercer la même profession que son père, avocat, et est admis au barreau en 1748,.
Il est nommé recteur de l'hôpital de la Charité à une date inconnue. En tant que tel, il effectue de nombreuses recommandations visant à préserver au mieux la santé des malades, en particulier des enfants abandonnés.
En 1763 il écrit et publie une lettre à l'archevêque de Lyon dans laquelle il argumente en faveur du prêt à intérêt. Voltaire souligne la qualité de ce texte. En 1765 il publie De l'Administration municipale ou Lettre d'un citoyen de Lyon, sur l'administration de cette ville. Une sentence de la Sénéchaussée, du 1er août 1765 ordonne la suppression de cette brochure, « comme pouvant troubler l'harmonie qui règne entre tous les citoyens de la ville de Lyon ».
Alors qu'il n'a que 42 ans, en 1772, le Barreau de Lyon le choisit comme bâtonnier. La même année il est nommé échevin du quartier de Fourvière. Il est également membre de l'Académie de Lyon,.
Il devient lieutenant-général de police de la ville de Lyon le 11 septembre 1773. Il cherche à isoler de la ville les activités provoquant le plus de nuisances. Il réorganise, et de fait crée, la police à Lyon. Il s'attaque au monopole des boulangers en accordant le droit de vente aux boulangers forains. Cette nouvelle concurrence conduit à une baisse notable du prix de pain.
Il publie, en 1782, un manifeste plaidant pour une meilleure représentativité des femmes dans l'administration.
Il meurt le 21 ou le 22 septembre 1784.

## Publications
- Lettre à Mgr l'archevêque de Lyon, dans laquelle on traite du prêt à intérêt à Lyon, appellé ["sic"] dépôt de l'argent, Lyon, 1770, 104 p.
- De l'administration municipale ; ou Lettres d'un citoyen de Lyon sur la nouvelle administration de cette ville Auteur Lyon, 1765, 334 p. lire en ligne sur Gallica
- Mémoire sur la conservation des enfants, lu dans l'assemblée publique de l'Académie des sciences, belles-lettres & arts de Lyon, le 5 mai 1778. Lyon lire en ligne sur Gallica
- Dictionnaire de jurisprudence et des arrêts, ou Nouvelle édition du Dictionnaire de Brillon. [co-auteurs : Pierre-Jacques Brillon et  Jean François Armand Riolz, continuateur] 7 vol., Lyon, 1781-1788, Imprimerie d' Aimé de la Roche  lire en ligne sur Gallica

## Postérité
Ses combats, notamment contre le monopole des boulangers, sont racontés dans le roman La part de l'aube d'Éric Marchal, paru en mai 2013.